# Рогув (Замойський повіт)
Рогув (пол. Rogów) — село в Польщі, у гміні Грабовець Замойського повіту Люблінського воєводства. Населення — 203 особи (2011).

## Історія
За даними етнографічної експедиції 1869—1870 років під керівництвом Павла Чубинського, у селі проживали греко-католики, які розмовляли українською мовою.
У 1975—1998 роках село належало до Замойського воєводства.

## Демографія
Демографічна структура станом на 31 березня 2011 року:
|          | Загалом | Допрацездатний вік | Працездатний вік | Постпрацездатний вік |
| -------- | ------- | ------------------ | ---------------- | -------------------- |
| Чоловіки | 105     | 24                 | 67               | 14                   |
| Жінки    | 98      | 21                 | 48               | 29                   |
| Разом    | 203     | 45                 | 115              | 43                   |